# Mansa Moussa
Pour les articles homonymes, voir Moussa.
Mansa Moussa, aussi connu sous le nom de Kankou Moussa (en arabe : مانسا موسى ; en n’ko : ߡߊ߲߬ߛߊ ߡߎߛߊ) , fut le dixième mansa (titre mandingue signifiant « roi des rois ») de l’empire du Mali, dont le règne est généralement situé entre 1312 et 1337. Il incarne l’un des souverains les plus emblématiques du Sahel médiéval et joue un rôle central dans la consolidation et la renommée de l’empire malien.
Son règne marque l’apogée politique, économique et culturelle de l’Empire, étendu du Fouta-Djalon jusqu’au Gao en passant par les anciens territoires du Ghana. L’autorité du Mansa repose sur une légitimité à la fois dynastique (liée à la charte du Manden, transmise oralement par les djéli) et religieuse, notamment par sa profession publique d’islam sunnite, affirmée lors de son célèbre pèlerinage à La Mecque en 1324.
Ce voyage, abondamment commenté par les chroniqueurs arabes (comme al-‘Umari ou Ibn Khaldûn), contribue fortement à diffuser la notoriété de l’empire du Mali dans l’ensemble du monde islamique. L’épisode symbolise à la fois l’ouverture diplomatique du Mali et l’intégration croissante de ses élites au référentiel islamique transsaharien.
La richesse proverbiale de Mansa Moussa, souvent exagérée dans les récits modernes, est davantage une construction mémorielle qu’un fait établi. Comme le rappelle l'historien Patrick Boucheron, cette image participe d’une mythification contemporaine, alimentée par les logiques de visibilité dans les mondes médiatiques occidentaux du XXIe siècle. Les sources du XIVe siècle n’insistent pas tant sur son or, mais sur ses actions pieuses, son mécénat architectural (notamment à Tombouctou) et sa diplomatie avec Le Caire, Tunis ou encore le Maroc mérinide.
Plutôt qu’un simple « homme le plus riche du monde », Mansa Moussa doit être compris comme un acteur d’un système impérial sahélien, capable d’articuler des formes de souveraineté locale avec des réseaux d’échanges transsahariens et des normes de gouvernance islamique adaptées aux réalités maliennes.

## Noms
Kankou Moussa signifie « Moussa, fils de Kankou Hamidou »  en référence à sa mère, les Malinkés étant à cette époque une société matrilinéaire ; d'autres variantes de ce nom sont Kankou Moussa, Kanga Moussa et Kankan Moussa. Il est la plupart du temps désigné sous le nom de Mansa Moussa dans les textes historiques européens et dans la littérature. D'autres variantes de son nom telles que  Mali-koy Kankan Moussa, Gonga Moussa et le « lion du Mali » existent,.

## Biographie

### Origines et ascension au pouvoir
Faute de sources écrites locales, les éléments historiques dont nous disposons sur l'empire du Mali proviennent des écrits des savants arabes ayant voyagé et séjourné dans le Sahel, al-'Omari, Abu-sa'id Uthman ad-Dukkali, Ibn Khaldoun, et Ibn Battuta. Selon l'histoire des dynasties malinkés que trace Ibn-Khaldoun, le grand-père de Kanga Moussa est Abou-Bakr (soit probablement Bakari ou Bogari au Mali), un frère de Soundiata Keïta, le fondateur de l'empire du Mali selon les traditions orales. Abou-Bakr ne montera pas sur le trône, et son fils, Faga leye, le père de Kanga Moussa n'a aucune importance dans l'histoire du Mali. La réévaluation historiographique récente confirme que Moussa n'est pas de la même branche dynastique que Mohammed ibn Gao, son prédécesseur, ni du prétendu Aboubakri II, dont l'existence est fortement remise en question.
Kanga Moussa parvient au pouvoir grâce à la pratique voulant que le roi nomme un représentant lors de son pèlerinage à la Mecque puis en fasse son dauphin. Ainsi Moussa est choisi en tant que représentant, puis prend le pouvoir. Son fils, Mansa Maghan deviendra aussi roi du Mali grâce à cette tradition.
Lors de son accession au trône, l'empire du Mali est constitué de territoires ayant appartenu à l'empire du Ghana et à Melle (Mali) ainsi que les zones environnantes. Moussa porte de nombreux titres, émir de Melle, seigneur des mines de Wangara, ou conquérant de Ghanata, de Fouta-Djalon et d'au moins une douzaine d'autres régions.

### Fortune
Mansa Moussa est considéré comme l'un des hommes les plus riches de l'Histoire, voire le plus riche, même si cette affirmation reste contestée ; il n'existe en effet aucune donnée exacte concernant sa richesse réelle.
En 2021, un documentaire de la chaîne Histoire TV indique que le Mali extrayait alors trois à quatre tonnes d'or par an et que Mansa Moussa en avait emporté douze tonnes pour son seul pèlerinage.
Pour l'historien Patrick Boucheron, la légende de sa fortune est construite à l'initiative de Mansa Moussa durant son pèlerinage à la Mecque. Son objet serait commercial — assurer la solvabilité des échanges avec le Mali, et politique, afin de se poser en égal des personnages les plus influents du monde islamique. La légende est accompagnée de récits volontairement incroyables sur l'origine de cet or, qui pousse comme des fruits dans les arbres afin de brouiller les pistes sur les réseaux du commerce aurifère qu'il contrôle, et décourager les tentations d'éventuels ennemis d'aller piller un trésor. À cette fin, elle est d'abord répandue chez les clients les plus proches dans le bassin méditerranéen. La légende omet une autre source majeure de richesse de Mansa Moussa : la vente d'esclaves.
En 1380, l'Atlas catalan est offert au roi de France par le roi d'Aragon. Mansa Moussa y figure avec en bonne place une boule d'or dans ses mains, à côté de la ville de Tombuch, Tombouctou, dans le pays de Ginyia, Guinée. Il est accompagné de la légende
« Aquest senyor negre es appellat 
Musse Melly senyors dels negres 

de Gineua. Aquest rey es lo pus 

rich el pus noble senyor de tota 

esta partida p l’ambondancia de l’or lo 

qual se recull en la suua terra »
« Ce seigneur noir est appelé 

Musse Melly, seigneur des noirs 

de Guinée. Ce roi est le plus 

riche, le plus noble seigneur de toute 

cette partie par l'abondance de l'or 

que l'on recueille sur sa terre. »

### Le grand pèlerinage de Mansa Musa

#### But du pèlerinage à La Mecque
Outre le but religieux et spirituel, le pèlerinage à La Mecque représentait pour Mansa Moussa un voyage aux multiples objectifs, incluant des enjeux politiques, économiques et sociaux.
Le premier objectif de Mansa Moussa était de rencontrer le sultan mamelouk Al-Nasir Muhammad lors de son escale en Égypte. Un protocole strict exigeait de monter à la citadelle et de se prosterner devant le sultan régnant sur l'Égypte. Cependant, en tant que roi, Mansa Moussa refuse de se prosterner devant le sultan. Il adopte alors une autre stratégie pour obtenir une audience. L'empereur malien envoie une somme de 40 000 dinars au sultan et 10 000 dinars au vice-sultan. Au Moyen-Âge, cette somme équivalait à la construction d’un palais.
Dans une logique diplomatique, le sultan mamelouk, après avoir reçu ce présent, devait offrir en retour un cadeau d'une valeur égale. Grâce à cet échange, Al-Nasir Muhammad reçoit et honore son hôte. Deux versions existent quant au déroulement de la rencontre entre les deux dirigeants :
Dans la première version, Mansa Moussa refuse de se prosterner mais est contraint de le faire. Il ne reçoit aucun des honneurs habituellement accordés à un empereur musulman, et il n’est même pas autorisé à s’asseoir en présence du sultan d'Égypte. Dans la seconde version, Mansa Moussa refuse de se prosterner devant Al-Nasir Muhammad mais s’incline en l’honneur de Dieu, car il ne se prosterne que pour Lui. Par la suite, les deux chefs d'État deviennent compagnons ; Mansa Moussa est couvert de cadeaux et reçoit le privilège de voyager dans la caravane du Mahmal avec les honneurs dus à son statut.
Ce voyage à la Mecque a ainsi permis à Mansa Moussa non seulement de rencontrer le sultan Al-Nasir Muhammad, mais aussi de tisser des relations diplomatiques avec les Mamelouks. Pour l'empereur malien, le pèlerinage revêtait également une dimension économique.
L’aspect économique du pèlerinage est l’une des parties les plus célèbres de ce voyage. Cet épisode a valu à Mansa Moussa le surnom de « roi de l'or » dans la mémoire collective. Selon certaines sources, l’empereur aurait apporté avec lui 12 tonnes d’or, une somme considérable pour l’époque. Cet or permettait aux Maliens accompagnant Mansa Moussa de faire des achats, d’offrir des présents aux puissants en échange de faveurs et de faire du commerce.
Selon les sources mamelouks, la délégation malienne aurait dépensé tellement au Caire qu’elle fut contrainte d’emprunter d'importantes sommes auprès des créanciers de la ville. Si certains dépeignent la délégation malienne comme des acheteurs compulsifs, cela faisait partie d'une stratégie de Mansa Moussa visant à démontrer la puissance et la prospérité du Mali. Les dettes contractées auprès des créanciers égyptiens visaient aussi un but : inviter les marchands égyptiens à venir au Mali pour récupérer leur dû, encourageant ainsi les caravanes égyptiennes à traverser le Sahara et à commercer avec le Mali.

#### Le pèlerinage à La Mecque
En 1324, Mansa Moussa entreprend le hajj, un pèlerinage religieux vers La Mecque que tous les musulmans sont appelés à accomplir une fois dans leur vie. Le chemin emprunté par Mansa Moussa reste incertain, car il est difficile de situer la ville de Mâlli, la capitale exacte de l'empire du Mali. L’idée que Niani ait pu être la capitale remonte aux historiens coloniaux des années 1920.
Le Tarikh es-Soudan rédigé au XVIIe siècle évoque un itinéraire passant par Oualata puis par Touat et un itinéraire de retour par une autre voie transsaharienne jusqu'à Gao et Tombouctou. Cependant, le passage par Oualata et Touat semble très incertain puisque les annales marocaines ne font pas mention d'une telle caravane sur cet itinéraire. Cet itinéraire aller semble donc une construction ultérieure de la part des chroniqueurs de Tombouctou. L'itinéraire le plus probable est le même qu'au retour, par Gao et Tombouctou,.
Mansa Moussa et ses caravanes séjournent trois mois au Caire avant de prendre la route pour La Mecque. Lors du grand pèlerinage médiéval, de nombreuses querelles (ou fitnas) avaient lieu au sein des mosquées sacrées pour des raisons diverses : luttes d’influence pour le contrôle de La Mecque, questions de statut social, ou conflits autour des rituels. Ces querelles pouvaient dégénérer en violentes bousculades et se terminer en bain de sang.
Durant son pèlerinage, Mansa Moussa se fait également remarquer en empêchant une fitna au sein d’une mosquée sacrée, en retenant fermement ses hommes face aux Turcs, comme le raconte Abdullah Ibn Asad al-Yafi dans son ouvrage Mir'ât al-jinân wa 'ibrat al-yaqzân (« Le Miroir des Jardins et la Leçon de l’Éveillé »). Ce geste est interprété comme un signe de sa supériorité et de son intelligence.
Le pèlerinage de Mansa Moussa en 1324 est l'un des événements les mieux documentés de l’histoire de l’Afrique de l’Ouest médiévale. Lorsque l’encyclopédiste Al-Omari créa le premier tableau géopolitique du monde islamique entre 1328 et 1348, il inscrivit le « sultanat » du Mali parmi les grandes puissances mondiales. Il en va de même dans les manuels de chancellerie mamelouks, qui classent les mansas du Mali parmi les souverains les plus influents du Monde. À travers ce pèlerinage, Mansa Moussa laisse une empreinte profonde et durable dans le monde islamique médiéval et dans l'esprit collectif.

### Retour au Mali
Lors de son long voyage de retour depuis la Mecque en 1325, Mansa Moussa apprend que son armée, qui avait à sa tête le général Sagamandia, a repris Gao, en pays Songhaï. Cette ville avait fait partie de l'empire avant même le règne de Sakoura et constitue à cette époque un important centre commercial bien que ses tendances rebelles soient notoires. Mansa Moussa fait un détour par la ville où il reçoit en otages les deux fils du dia songhaï Yasibo, Ali Kolen et Souleyman Nar. Il revient ensuite à Niani avec les deux garçons et les fait éduquer à sa cour.

#### Un roi bâtisseur
Mansa Moussa fait construire de nombreuses mosquées et madrasas à Tombouctou et à Gao, son œuvre la plus connue restant la médersa de Sankoré. À Niani, il fait construire une salle d'audience, un bâtiment communiquant par une porte intérieure avec le palais royal. L'édifice « construit en pierre de taille est surmonté d'un dôme décoré d'arabesques colorées. Les fenêtres de l'étage supérieur sont ornées d'argent, celles de l'étage inférieur d'or »[réf. nécessaire] (il n'en reste aucun vestige).

#### Influence à Tombouctou

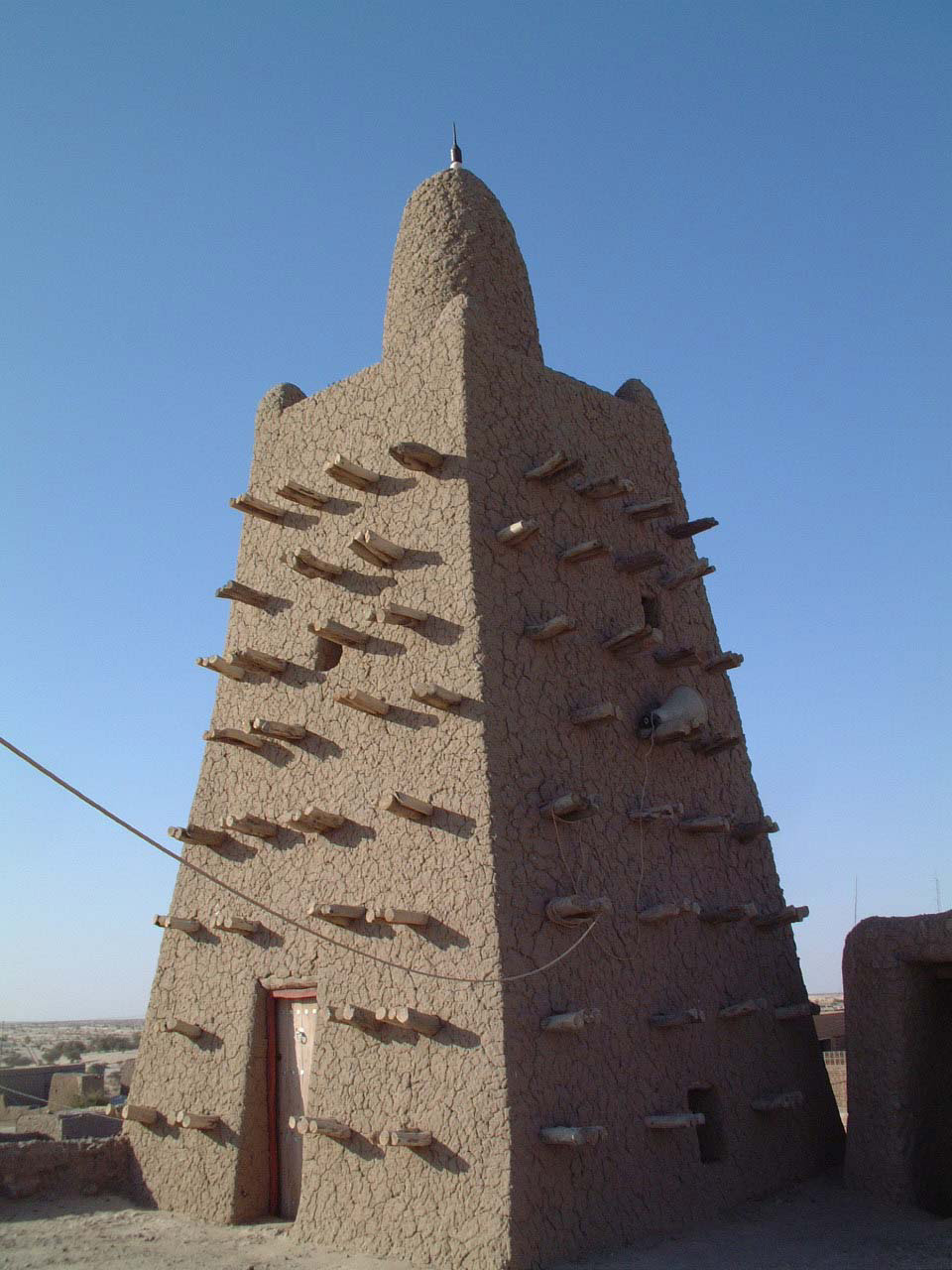
La mosquée Djingareyber datant du règne de Kanga Moussa.

Le souverain malinké passe par Tombouctou à son retour de la Mecque et y installe des architectes venus d'Al-Andalus (dont Abou Ishaq es-Sahéli) et du Caire afin d'édifier son palais et la mosquée Djingareyber toujours existante.
Tombouctou est située sur un site favorable, à proximité du fleuve Niger, axe de transport principal de la région. La ville devient un carrefour religieux, culturel et commercial, ses marchés attirent les commerçants de l'Afrique occidentale comme d'Égypte, une médersa est fondée dans la ville (ainsi qu'à Djenné et Ségou) ce qui contribue à la diffusion de l'islam : Tombouctou devient alors une ville renommée pour son enseignement islamique. Les informations concernant la prospérité nouvelle de la ville parviennent jusqu'en Europe. Les commerçants de Venise, Gênes et Grenade rajoutent la cité à leurs circuits commerciaux : ils y échangent des produits manufacturés contre de l'or.
En 1330, la ville est conquise par le royaume Mossi. Après en avoir rapidement repris le contrôle, Mansa Moussa y fait construire des remparts, un fort et y cantonne une armée de manière à protéger Tombouctou de futures attaques.

### Mort
La date de la mort de Kanga Moussa fait l'objet de débats (le royaume du Mali n'ayant pas d'archives écrites). Si l'on prend en compte le règne de son successeur, son fils Maghan (1332-1336), ainsi que le fait qu'il aurait régné 25 ans, la date de sa mort serait 1332. Cependant, des sources historiques indiquent que Moussa aurait prévu d'abdiquer en faveur de son fils mais serait mort peu après son retour de la Mecque en 1325. Mais, selon les écrits d'Ibn-Khaldoun, il aurait été vivant à la date de la prise de Tlemcen (1337) en Afrique du nord, occasion lors de laquelle il aurait envoyé un représentant au royaume zianide afin de féliciter les conquérants pour leur victoire,.
À la fin de son règne, l’empire du Mali s’étend approximativement de l’Atlantique à la rive orientale de la boucle du Niger et de la forêt à Teghazza au milieu du désert.

## Apparence physique
Kankou Moussa est décrit physiquement par le chroniqueur al-Maqrizi lors de son arrivée en Égypte, sur le chemin de La Mecque : « C'était un homme jeune de couleur brune, de figure agréable et de belle tournure… »

## Postérité et commémoration

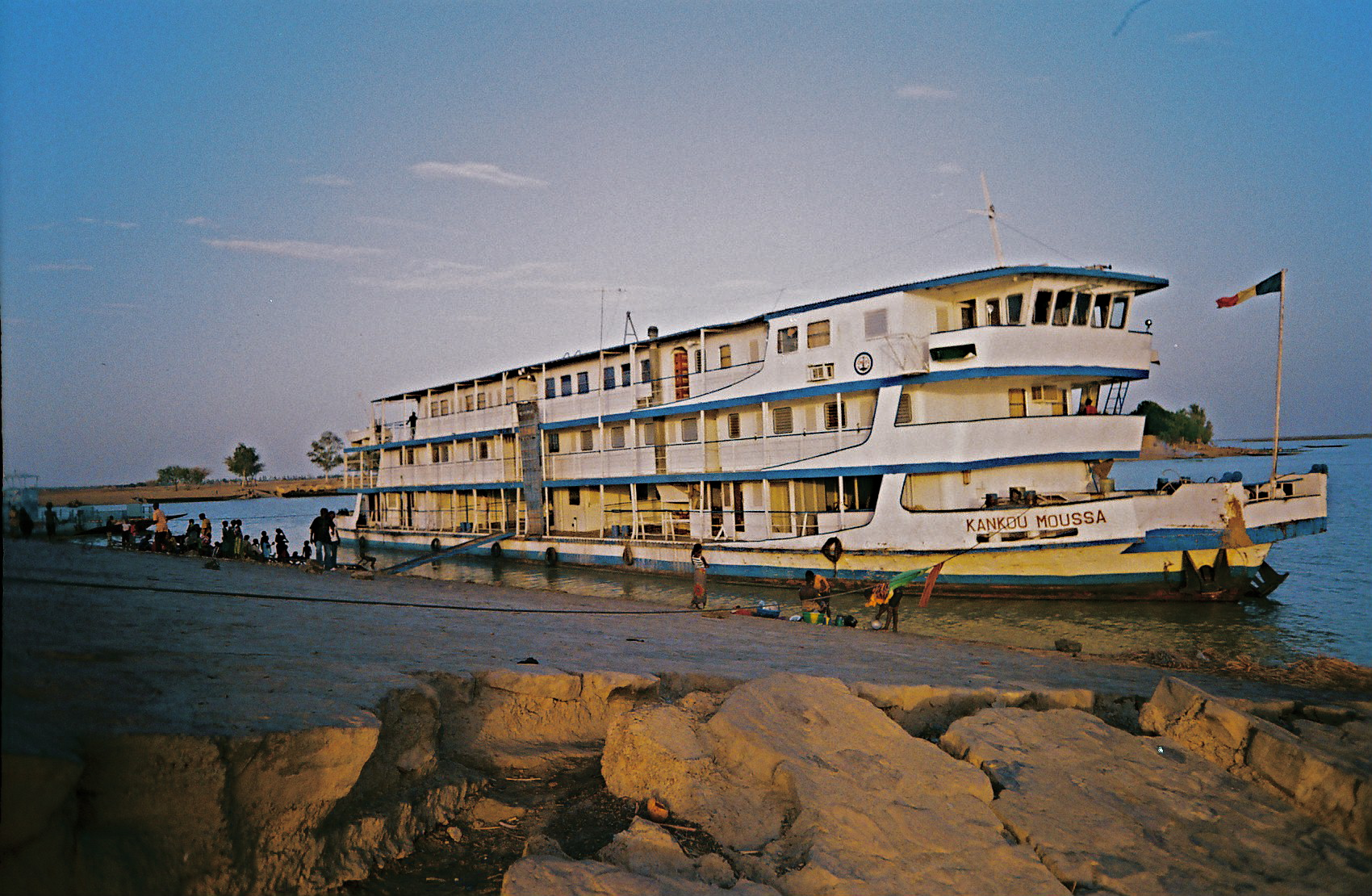
Kankou Moussa, navire de la Compagnie malienne de navigation.

Mansa Moussa apparaît dès 1339 sur une carte d'Angelino Dulcert, un turban sur la tête avec le nom « rex Melly ». L'Atlas catalan, réalisé à Majorque vers 1375, le représente trônant au milieu du continent africain, une boule d'or à la main mais portant un sceptre et une couronne typiquement européens comme signes de royauté, avec l'indication : « Ce seigneur noir est appelé Musse Melly, seigneur des Noirs de Gineua. Ce roi est le plus riche et le plus noble seigneur de toute cette partie par l'abondance de l'or qui se recueille en sa terre »,.
À l'occasion des cinquante ans de l'indépendance du Mali, le 22 septembre 2010, l'homme d'affaires Aliou Diallo a lancé la pièce d’or commémorative Mansa Moussa.

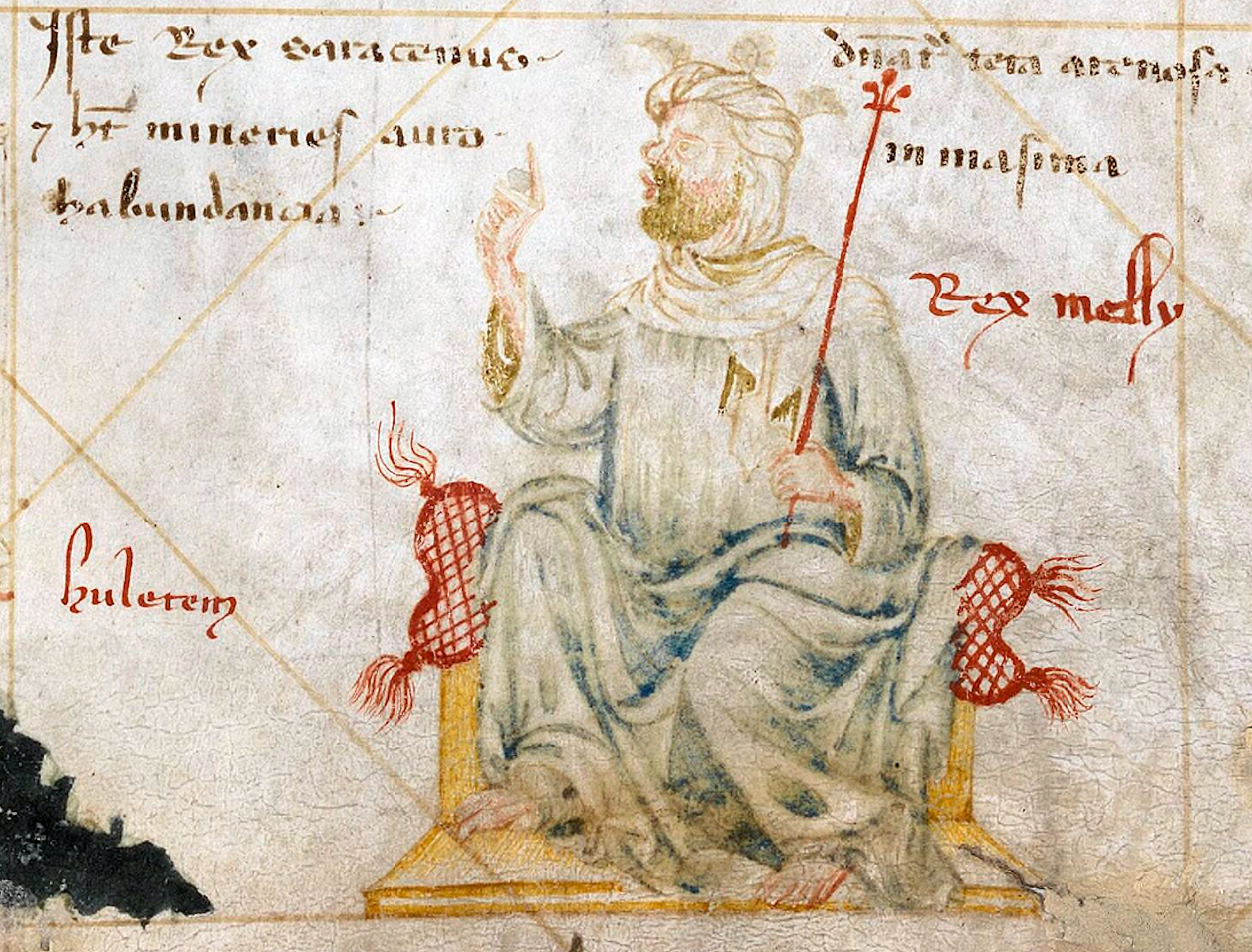
Mansa Moussa sur la carte d'Angelino Dulcert.
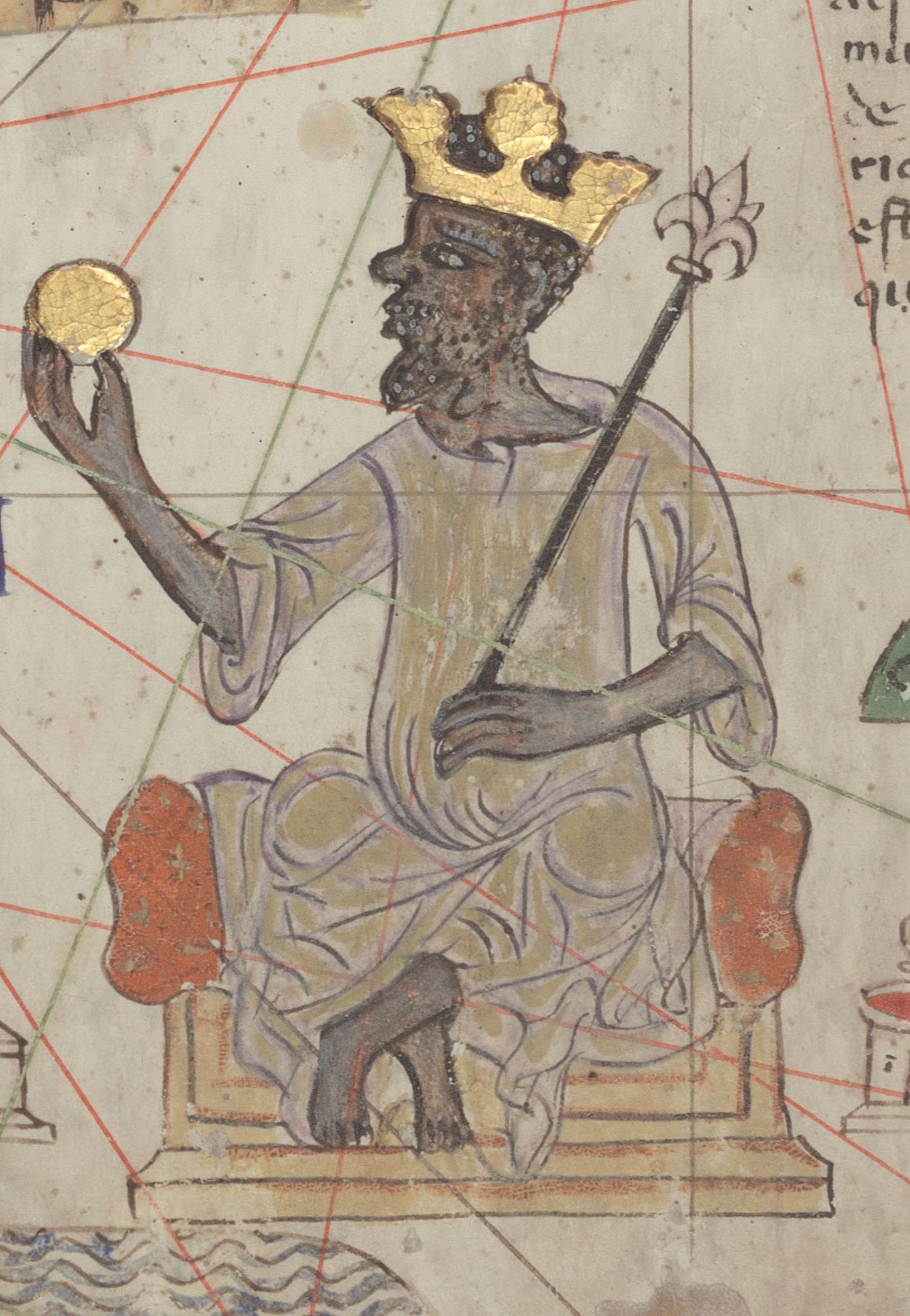
Mansa Moussa dans l'Atlas catalan.
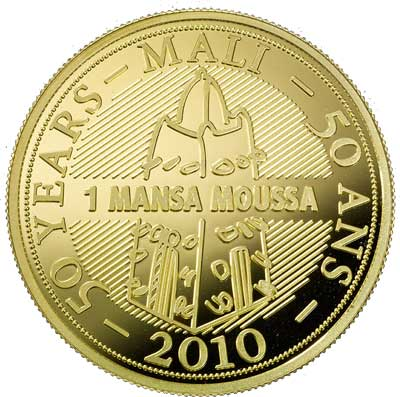
Pièce d’or « Mansa Moussa » pour célébrer le cinquantenaire de l'indépendance du Mali.

Des hommages sont rendus à l'époque contemporaine à Kankou Moussa au Mali et dans plusieurs pays africains : un lycée porte son nom à Bamako ainsi qu'à Siguiri (Guinée). C'est également le cas d'un navire de la Compagnie malienne de navigation et d'une raffinerie d'or inaugurée en 2015.
Dans son troisième EP, OG San vol. 1, le rappeur Deen Burbigo nomme une de ses chansons Mansa Moussa, dans laquelle il fait référence à la richesse de l'empereur malien.

## Dans la culture populaire
- Mansa Moussa est le dirigeant du Mali et de son empire dans le jeu de stratégie Civilization IV ainsi que Civilization VI.